# Carancho
Carancho is een Argentijnse film uit 2010, geregisseerd door Pablo Trapero.

## Verhaal
In Argentinië sterven jaarlijks meer dan 8.000 mensen door verkeersongevallen. Achter elk van deze tragedies schuilt een bloeiende industrie die is gebaseerd op verzekeringsuitkeringen. Sosa is een advocaat die in ziekenhuizen en politiebureaus op zoek gaat naar potentiële klanten. Luján is een jonge dokter die onlangs in de stad is komen wonen. Hun liefdesverhaal begint op een avond wanneer Luján en Sosa elkaar op straat ontmoeten. Zij probeert het leven van een man te redden, en hij wil de man werven als klant.

## Rolverdeling
| Acteur              | Personage     |
| ------------------- | ------------- |
| Ricardo Darín       | Héctor Sosa   |
| Martina Gusmán      | Luján Olivera |
| Carlos Weber        | El Perro      |
| José Luis Arias     | Casal         |
| Fabio Ronzano       | Pico          |
| Loren Acuña         | Mariana       |
| Gabriel Almirón     | Muñoz         |
| José Manuel Espeche | Garrido       |

## Ontvangst

### Recensies
Op Rotten Tomatoes geeft 87% van de 47 recensenten de film een positieve recensie, met een gemiddelde score van 6,8/10. De film kreeg het label "certified fresh" (gegarandeerd vers). Website Metacritic komt tot een score van 66/100, gebaseerd op 15 recensies, wat staat voor "generally favorable reviews" (over het algemeen gunstige recensies)

### Prijzen en nominaties
De film won 5 prijzen en werd voor 17 andere genomineerd. Een selectie:
| Jaar | Evenement                      | Categorie                | Genomineerde                                                    | Resultaat   |
| ---- | ------------------------------ | ------------------------ | --------------------------------------------------------------- | ----------- |
| 2010 | Cannes (63ste editie)          | Prix Un certain regard   | Carancho                                                        | Genomineerd |
| 2010 | Premio Sur (5de editie)        | Beste film               | Carancho                                                        | Genomineerd |
| 2010 | Premio Sur (5de editie)        | Beste regisseur          | Pablo Trapero                                                   | Genomineerd |
| 2010 | Premio Sur (5de editie)        | Beste acteur             | Ricardo Darín                                                   | Genomineerd |
| 2010 | Premio Sur (5de editie)        | Beste actrice            | Martina Gusman                                                  | Genomineerd |
| 2010 | Premio Sur (5de editie)        | Beste origineel scenario | Alejandro Fadel, Martín Mauregui, Santiago Mitre, Pablo Trapero | Genomineerd |
| 2010 | Premio Sur (5de editie)        | Beste camerawerk         | Julián Apezteguia, Guillermo Nieto                              | Genomineerd |
| 2010 | Premio Sur (5de editie)        | Beste montage            | Ezequiel Borovinsky, Pablo Trapero                              | Genomineerd |
| 2010 | Premio Sur (5de editie)        | Beste artdirector        | Mercedes Alfonsín                                               | Genomineerd |
| 2010 | Premio Sur (5de editie)        | Beste kostuums           | Marisa Urruti                                                   | Genomineerd |
| 2010 | Premio Sur (5de editie)        | Beste make-up            | Marisa Amenta                                                   | Genomineerd |
| 2010 | Premio Sur (5de editie)        | Beste geluid             | Federico Esquerro                                               | Genomineerd |
| 2011 | Cóndor de Plata (59ste editie) | Beste film               | Carancho                                                        | Gewonnen    |
| 2011 | Cóndor de Plata (59ste editie) | Beste regisseur          | Pablo Trapero                                                   | Gewonnen    |
| 2011 | Cóndor de Plata (59ste editie) | Beste acteur             | Ricardo Darín                                                   | Genomineerd |
| 2011 | Cóndor de Plata (59ste editie) | Beste actrice            | Martina Gusman                                                  | Genomineerd |
| 2011 | Cóndor de Plata (59ste editie) | Beste origineel scenario | Alejandro Fadel, Martín Mauregui, Santiago Mitre, Pablo Trapero | Genomineerd |
| 2011 | Cóndor de Plata (59ste editie) | Beste camerawerk         | Julián Apezteguia                                               | Genomineerd |
| 2011 | Cóndor de Plata (59ste editie) | Beste montage            | Ezequiel Borovinsky, Pablo Trapero                              | Gewonnen    |
| 2011 | Cóndor de Plata (59ste editie) | Beste artdirector        | Mercedes Alfonsín                                               | Genomineerd |
| 2011 | Cóndor de Plata (59ste editie) | Beste geluid             | Federico Esquerro                                               | Gewonnen    |